# 集金郵便
集金郵便（しゅうきんゆうびん）は、かつて行われた、郵便官署が利用者の委託により、証書、証券と引き換えに、現金の取引を行う郵便制度である。

## 概要
明治33年逓信省令第42号郵便規則による。
Aが有する現金受領証書、証券類（たとえば公債証書、株券、利札など）と引き換えに、Aに代わって郵便局がBから現金を取り立てるものである。取り立てられた現金は、一定方法でAに送達される。もし、B側の事情で取り立てることができない場合には、証書類はAに返還され、その間、郵便局は、なんら責任を負担しない。ただし、郵便局側の過誤によって証券類を紛失、または、失効させたときは実損額を賠償する。ただし、この場合であっても、不可抗力、その他、いくつか、例外規定がある。
- 取立金の最低限度は3円。
- 現金受領書1口につき6銭。
- 無記名公社債券、利札、荷物証券等1口につき15銭。
- 取立期間は10日間。
- 取立回数は2回。